# Obereopsis bicolor
Obereopsis bicolor är en skalbaggsart som beskrevs av Stefan von Breuning 1977. Obereopsis bicolor ingår i släktet Obereopsis och familjen långhorningar. Inga underarter finns listade i Catalogue of Life.